# Assaf Gavron
Assaf Gavron (Hebreeuws: אסף גברון) (Arad, 21 december 1968) is een Israëlische auteur en zanger.
Gavron is opgegroeid in Jeruzalem en studeerde in Londen en Vancouver. Zijn drie romans (Krokodil van de aanslagen, Hydromania en De nederzetting), een verhalenbundel en een boekverfilming in de maak, zijn verschenen bij Nieuw Amsterdam en in Israël bestsellers. Naast zijn schrijverschap is Gavron singer-songwriter voor de Israëlische cultband The Mouth and Foot.
- Bibliothèque nationale de France: cb155260802 (data)
- Gemeinsame Normdatei: 134109880
- International Standard Name Identifier: 0000 0000 7848 1212
- Library of Congress Control Number: n97058701
- Nationale Bibliotheek van Tsjechië: mzk2017972668
- Nationale Bibliotheek van Israël: 987007261529305171
- Nederlandse Thesaurus van Auteursnamen: 19800124X
- Istituto Centrale per il Catalogo Unico: LO1V361622
- LIBRIS: 384127
- Système universitaire de documentation: 103335897
- Virtual International Authority File: 62755817
- WorldCat: E39PBJrKYkKVttMydMPtj94rMP